# Panida Khamsri
Panida Khamsri, née le 13 janvier 1989 à Surin, est une haltérophile thaïlandaise évoluant dans la catégorie des moins de 48 kg .

## Carrière
En 2011, elle est vice-championne du monde et médaillée d'or aux Jeux d'Asie du Sud-Est. Elle participe ensuite aux Jeux olympiques d'été de 2012, puis obtient la médaille de bronze à l'Universiade d'été de 2013, aux Championnats du monde d'haltérophilie 2014 et aux Championnats d'Asie 2015 et 2016.